# Natalja Snytina
Natalja Anatoljevna Snytina (Russisch: Наталья Анатольевна Снытина) (Zlato-oest, 23 februari 1971) is een Russisch biatlete. 

## Carrière
Snytina kwam slechts één seizoen uit in internationale competities. Tijdens dit seizoen werd zij met haar ploeggenoten in Lillehammer olympisch kampioen op de estafette.

## Belangrijkste resultaten

### Wereldkampioenschappen
| 1994 | Canmore |  |  | DNF |  |

### Olympische Winterspelen
| Jaar | Plaats      | Onderdeel   | Onderdeel | Onderdeel |
| Jaar | Plaats      | Individueel | Sprint    | Estafette |
| ---- | ----------- | ----------- | --------- | --------- |
| 1994 | Lillehammer | 23e         | —         | Goud      |